# حسین طائب
حسین طائب (با نام اصلیِ حسن طائب، زادهٔ ۱۳۴۲) روحانی شیعه و سیاستمدار ایرانی، مشاور فرمانده کل سپاه پاسداران و رئیس سابق سازمان اطلاعات سپاه است. مهدی طائب، فرمانده قرارگاه عمار، برادر بزرگتر اوست.
وی در سال ۱۳۶۱ به عضویت سپاه پاسداران درآمد. طائب در فاصله سالهای ۱۳۸۴ تا ۱۳۸۶ معاون فرهنگی و اجتماعی ستاد مشترک سپاه پاسداران بود، از ۱۳۸۶ تا ۱۳۸۷ به‌عنوان جانشین فرمانده نیروی مقاومت بسیج فعالیت می‌کرد و از ۱۳۸۷ تا ۱۳۸۸ فرمانده نیروی مقاومت بسیج بود.
طائب در مقام فرمانده نیروی مقاومت بسیج و معاون اطلاعات سپاه پاسداران نقش جدی در سرکوب اعتراضات سال ۱۳۸۸ داشت. ۱۳ آوریل ۲۰۱۱ اتحادیه اروپا وی را به دلیل نقشی که در نقض گسترده و شدید حقوق شهروندان ایرانی داشته، تحریم کرد. در ۷ مهر ۱۳۸۹، وزارت خزانه‌داری ایالات متحده آمریکا نیز وی را به دلیل نقض جدی حقوق بشر تحریم کرد.
وی در ۲ تیر ۱۴۰۱ به سمت «مشاور فرمانده کل سپاه» منصوب گردید.

## زندگی
حسین طائب در سالِ ۱۳۴۲ در تهران زاده شد. وی پس از پایان تحصیلات ابتدایی و متوسطه در مدارس محلهٔ ۱۷ شهریور تهران به جرگهٔ طلبگی پیوست و دروس حوزوی را در حوزه‌های علمیهٔ تهران، قم و مشهد تا سطح خارج سپری کرد. او در دروس خارج فقه و اصول جواد تبریزی، فاضل لنکرانی و علی خامنه‌ای حاضر شده است.
طائب در سال ۱۳۶۱ به عضویت سپاه پاسداران درآمد و در سپاه منطقهٔ ۱۰ تهران و سپاه استان‌های قم و خراسان رضوی شروع به فعالیت کرد. گفته می‌شود آشنایی او با مجتبی خامنه‌ای را به دوره جنگ ایران و عراق بازمی‌گردد. او سپس وارد وزارت اطلاعات شد و به مدیر کلی هم رسید و در یک پرونده مرتبط با پسر اکبر هاشمی رفسنجانی برکنار شد. طائب پس از آن در دوران اکبر هاشمی رفسنجانی و محمد خاتمی در سازمان اطلاعات موازی کار می‌کرد.
پیش از انتخابات ریاست جمهوری ۱۳۸۴ نام حسین طائب با عنوان میثم طائب مطرح شد. او در آغاز در کنار مجتبی خامنه‌ای برای پیروزی محمدباقر قالیباف تلاش می‌کرد اما بعد به نفع محمود احمدی‌نژاد تغییر مسیر داد. محمود احمدی‌نژاد فعالیت طائب به نفع او را رد کرده است. اسفندیار رحیم‌مشایی گفته بود که آقای طائب در سال ۱۳۸۴ می‌خواست وزیر اطلاعات شود اما احمدی‌نژاد با این انتصاب مخالفت کرد.
در آبان ۱۳۸۶ محمدعلی جعفری، حسین طائب را به عنوان جانشین خود به عنوان فرمانده وقت کل سپاه و نیروی مقاومت بسیج معرفی کرد. وی مدتی معاون هماهنگ‌کنندهٔ بیت رهبری و بیش از سه سال معاون فرهنگی ستاد مشترک سپاه و نیز فرمانده دانشکدهٔ فرهنگی دانشگاه امام حسین بود. او در ۲۳ تیر ۱۳۸۷ به عنوان فرمانده نیروی مقاومت بسیج منصوب شد. حسین طائب در ۱۳ مهر ۱۳۸۸ با تشکیل سازمان اطلاعات سپاه به حکم علی خامنه‌ای به ریاست آن سازمان رسید.
طائب همچنین سابقهٔ فرماندهی حفاظت اطلاعات سپاه و معاونت ضد جاسوسی وزارت اطلاعات در دوران علی فلاحیان را داشته است.
حسین طائب برای افراد زیادی در سازمان اطلاعات سپاه از جمله علی فدوی پرونده‌سازی کرده است. او همچنین کارکنان وزارت اطلاعات جمهوری اسلامی را که به خاطر بازجویی‌های خلاف عفت در ماجرای سعید امامی و قتل‌های زنجیره‌ای اخراج شده بودند استخدام کرده و در کنار خانه علی خامنه‌ای به آنها خانه شخصی داده است.
حسین طائب از حامیان محمدباقر قالیباف در پرونده فساد در بنیاد تعاون سپاه پاسداران است.

## تحریم
در ۷ مهر ۱۳۸۹ وزارت خزانه‌داری ایالات متحده آمریکا حسین طائب را به دلیل نقض جدی حقوق بشر تحریم کرد. بر اساس این تحریم، دارایی‌های حسین طائب در آمریکا توقیف و از ورود او به این کشور جلوگیری می‌شود. همچنین شهروندان ایالات متحده، حق انجام هیچ‌گونه معامله‌ای را با او نخواهند داشت.
اتحادیه اروپا طی تصمیم مورخ ۲۳ فروردین ۱۳۹۰ (۱۳ آوریل ۲۰۱۱) ۳۲ مقام ایرانی از جمله حسین طائب را به دلیل نقشی که در نقض گسترده و شدید حقوق شهروندان ایرانی داشته‌اند از ورود به کشورهای این اتحادیه محروم کرد. کلیهٔ دارایی‌های این مقامات نیز در اروپا توقیف خواهد شد.

## نقض حقوق بشر
طبق بیانیهٔ اتحادیهٔ اروپا، نیروهای تحت امر حسین طائب، هنگام ریاست وی بر بسیج در «ضرب و جرح»، «قتل»، «بازداشت» و «شکنجهٔ» معترضان به نتایج انتخابات ریاست جمهوری سال ۱۳۸۸ مشارکت داشته‌اند.
در بیانیهٔ وزارت خزانه‌داری ایالات متحدهٔ آمریکا آمده است: «حسین طائب در حال حاضر معاون اطلاعات سپاه پاسداران است. او به عنوان فرمانده نیروهای شبه‌نظامی بسیج در جریان اعتراضات به نتایج انتخابات ریاست جمهوری سال ۱۳۸۸، نیروهای تحت امر وی در ضرب و جرح، قتل و بازداشت‌های خودسرانه و زندانی کردن معترضانی که به‌شیوهٔ مسالمت‌آمیز اعتراض می‌کردند، مشارکت داشتند».
طائب در مقام فرمانده نیروی مقاومت بسیج و معاون اطلاعات سپاه پاسداران نقش جدی در سرکوب اعتراضات سال ۱۳۸۸ داشت. عملکرد نیروهای بسیج تحت امر او در جریان اعتراضات پس از انتخابات، با انتقادات زیادی روبه‌رو شد. مهدی کروبی که او را به کارگردانی نمایش ترانه موسوی در صدا و سیما متهم کرد. به گفتهٔ کروبی، او از یکی از اقوام خود که ترانه موسوی نام داشت، برای تکذیب خبر قتل دختری به همین نام در جریان اعتراضات استفاده کرده بود.
علی مطهری دربارهٔ او گفته بود: «وقتی ما مدیریت بحران اخیر را به دست افرادی مانند طائب می‌دهیم که با باتوم بیشتر مأنوس است تا فکر و عقل و تدبیر، نتیجه همین خواهد بود».